# Fernando Bandini
Fernando Bandini (Vicenza, 30 luglio 1931 – Vicenza, 25 dicembre 2013) è stato un poeta e scrittore italiano, docente di stilistica e metrica presso l'Università di Padova.
Bandini ha unito, nella sua persona, il lavoro accademico (incentrato soprattutto sulla letteratura provenzale) e la pratica letteraria. La sua attività poetica si è distinta per il ricorso a tre diverse lingue (italiano, latino, dialetto vicentino) e per la capacità di coniugare uno stile "semplice" con preziosi rimandi letterari. 

## Biografia
Fernando Bandini nacque a Vicenza il 30 luglio 1931, da una famiglia di modesta estrazione. Frequentò le scuole elementari, sempre a Vicenza, in una scuola religiosa: è in questo contesto che si avvicinò allo studio del latino e si appassionò alla poesia di Giovanni Pascoli (termine di riferimento per la sua futura produzione letteraria).
Dopo la Liberazione, ripresi gli studi, decise di conseguire il diploma magistrale, per diventare maestro - iniziando a insegnare nel 1952. 
Nel 1967, conseguì la laurea in Materie Letterarie alla Facoltà di Magistero dell’Università di Padova, con una tesi dedicata al “Manierismo pavano del Magagnò”. Iniziò così anche la sua carriera universitaria, che lo porterà a diventare professore associato di Stilistica e metrica italiana all’Università di Padova (nel 1983). 
Fra gli amici della giovinezza, vi sono stati Guido Piovene e Goffredo Parise. Nella maturità, gli amici letterati di Bandini compresero Vittorio Sereni, Franco Fortini e Giovanni Giudici. 
Parallelamente alla sua carriera da letterato, Bandini seguì anche l’attività politica, in ambito socialista e progressista. Tale impegno si ritrova soprattutto nelle raccolte In modo lampante e Per partito preso. 
Morì a Vicenza il 25 dicembre 2013.  

## Produzione letteraria
Con la sua poesia, Fernando Bandini ha combinato lo stile medio, con la chiarezza espressiva e i sottili richiami alla tradizione letteraria. Nel 1962 pubblicò In modo lampante, la sua prima opera, per i tipi di Neri Pozza. Seguirono Per partito preso nel 1965, Memoria del futuro nel 1969 e La mantide e la città nel 1979, questi ultimi due editi da Arnoldo Mondadori Editore.
Le successive raccolte Santi di dicembre (1994), Meridiano di Greenwich (1998) e Dietro i cancelli e altrove (2007) sono state pubblicate da Garzanti. Per quest'ultima opera gli è stato consegnato a Marradi, sabato 6 ottobre 2007, il Premio di Poesia "Dino Campana".

#### Poetica e lingua
Bandini, pur non avendo fatto studi classici, scrisse anche poesie in lingua latina. "Avevo questo cruccio del latino" ha detto, "leggevo i classici e ne ero affascinato, pur non capendo nulla di quello che era scritto; ma a furia di leggerli sono diventato esperto della loro struttura!". Il ricorso al latino costituisce il tentativo di recuperare una capacità espressiva che l’italiano - da solo - non può soddisfare, nel mondo a lui contemporaneo; è però una “lingua morta”, che parla di una realtà che non esiste più. Oltre ad essere una lingua "metastorica", il latino è stato per Fernando Bandini anche lingua dell'infanzia e della sua educazione religiosa. 
Oltre a comporre in lingua latina, Bandini tradusse anche autori come Virgilio e Orazio. La sua prova di traduzione più degna di nota, tuttavia, rimane quella del trovatore provenzale Arnaut Daniel. 

Fernando Bandini scrisse (oltre che in latino e in italiano) poesie in dialetto vicentino. Dice di lui Andrea Zanzotto:
(Andrea Zanzotto a RAI Radio 3)
Le tre lingue poetiche, però, non corrispondono a tre diversi registri stilistici (da basso a sublime): al contrario, hanno pari ruolo nel processo di composizione. 
Per tutta la produzione "trilingue" di Fernando Bandini, il riferimento letterario più accentuato e continuativo è al Pascoli simbolista e decadente (per i richiami alla natura, al cielo e agli astri). 

## Opere
Raccolte poetiche
- In modo lampante, Neri Pozza, Venezia 1962
- Per partito preso, Neri Pozza, Venezia 1965
- Memoria del futuro, Mondadori, Milano 1969
- La mantide e la città, Mondadori, Milano 1979
- Santi di Dicembre, Garzanti, Milano 1994 (seconda edizione 1995)
- Meridiano di Greenwich, Garzanti, Milano 1998
- Dietro i cancelli e altrove, Garzanti, Milano 2007
- Quattordici poesie, Edizioni l'Obliquo, Brescia 2010
- Un altro inverno, Il Girasole, Valverde 2012
- Tutte le poesie, a cura di R. Zucco, Mondadori, Milano 2018
- Memoris munus amoris, introduzione, traduzioni, note ai testi di Leopoldo Gamberale, Genova, Edizioni San Marco dei Giustiniani, "Quaderni di poesia", 2019, ISBN 978-88-7494-2923

## Premi
- 1977 – Magna laus nel Certamen poeticum Hoeufftianum
- 1993 – Premio Leone Traverso Opera Prima, nell'ambito del Premio Monselice di traduzione[8]
- 2008 – Premio Senigallia di Poesia Spiaggia di Velluto[9].
- 2010 – Premio del Presidente nell'ambito del Premio Viareggio, con Quattordici poesie[10]
- 2012 – Premio Librex Montale

## Incarichi
- Presidente dell'Accademia Olimpica di Vicenza dal 2003 al 2011[3].
- Presidente Centro Studi Archivio Pier Paolo Pasolini di Bologna.
- Presidente della Casa di Cultura Popolare.
- Consigliere della Biennale di Venezia (seconda metà degli anni ottanta)[3].